# El Mazo (Peñamellera Baja)
El Mazo (oficialmente en asturiano: El Mazu) es un lugar de la parroquia de Buelles, concejo de Peñamellera Baja, en la comarca de Oriente, Principado de Asturias, España.